# 大野警察署
大野警察署（おおのけいさつしょ）は、福井県警察が管轄する警察署の一つである。識別章所属表示はSD。

## 所在地
- 福井県大野市友江11-7
  - 福井県の警察署としては最も古い現庁舎の老朽化、一部の附属建物に著しい耐震性不足もあり、同市中保の国道157号（大野バイパス）沿いに新庁舎を築造中。2025年9月に完成の見通しで、同年11月上旬移転予定。

## 管轄区域
- 大野市

## 沿革
- 1954年（昭和29年）7月：警察法改正により市警察から福井県警察に統合となる。

## 組織
- 警務課
  - 警務教養係
  - 警察安全相談係
  - 署長直轄係
- 会計課
  - 会計係
- 刑事生活安全課
  - 刑事(第一係・第二係)
  - 鑑識・庶務係
  - 生活安全係
  - 少年補導係
- 地域課
  - 指導・通信指令係
- 交通課
  - 交通(第一係～第三係)
  - 運転免許係
- 警備課
  - 警備係

## 交番
（ ）の中は所在地
- 三番交番（大野市中荒井町1丁目1744-1）

## 駐在所
（ ）の中は所在地
- 下庄駐在所（大野市中津川23-17）
- 乾側駐在所（大野市犬山8-26）
- 稲郷駐在所（大野市稲郷30-4-1）
- 蕨生駐在所（大野市土打74-15-2）
- 上野駐在所（大野市上野41-2-1）
- 阪谷駐在所（大野市松丸13-65）
- 和泉駐在所（大野市朝日32-6-5）